# Copa del Rey de Campeones 2022-23
La Copa del Rey de Campeones 2022-23, o también llamada Copa de la Custodia de las Dos Mesquitas Sagradas 2022-23, fue la 48.ª edición de la Copa del Rey de Campeones desde su establecimiento en 1957. El torneo empezó el 20 de diciembre de 2022 y concluyó con la final el 12 de mayo de 2023. El ganador del torneo clasificó a la Liga de Campeones de la AFC 2023-24.
Por tercer año consecutivo, el torneo se limitó a los 16 equipos que participaron en la Liga Profesional Saudí 2022-23. Esta fue la primera edición de la Copa del Rey en la que Al-Ahli, el equipo más laureado de la competición, no participó.
Al-Fayha fue el campeón defensor después de ganar su primer título la temporada pasada. Por otra parte el club Al-Hilal se coronó campeón por décima vez tras derrotar en la final al club Al-Wehda, esto tras ganar en la tanda de penales por 7-6, en el tiempo reglamentario empataron 1-1. 

## Equipos participantes
Un total de 16 equipos participaron en esta estación. Todos pertenecientes a la Liga Profesional Saudí.
| Liga             | Equipos |
| ---------------- | --- |
| Liga Profesional | - Abha - Al-Adalah - Al-Batin - Al-Ettifaq - Al-Fateh - Al-Fayha - Al-Hilal - Al-Ittihad - Al-Nassr - Al-Raed - Al-Shabab - Al-Taawoun - Al-Tai - Al-Wehda - Damac - Khaleej Club |

## Cuadro de desarrollo
|  | Octavos de final | Octavos de final | Octavos de final |                  |            | Cuartos de final | Cuartos de final | Cuartos de final |  |            | Semifinales | Semifinales | Semifinales |  |          | Final    | Final | Final |  |
|  |                  |                  |                  |                  |            |                  |                  |                  |  |            |             |             |             |  |          |          |       |       |  |
|  |                  |                  |                  |                  |            |                  |                  |                  |  |            |             |             |             |  |          |          |       |       |  |
|  | Al-Ittihad       | Al-Ittihad       | 1 (4)            |                  |            |                  |                  |                  |  |            |             |             |             |  |          |          |       |       |  |
|  | Al-Ittihad       | Al-Ittihad       | 1 (4)            |                  |            |                  |                  |                  |  |            |             |             |             |  |          |          |       |       |  |
|  | Al-Shabab        | Al-Shabab        | 1 (3)            |                  |            |                  |                  |                  |  |            |             |             |             |  |          |          |       |       |  |
|  | Al-Shabab        | Al-Shabab        | 1 (3)            |                  | Al-Ittihad | Al-Ittihad       | 1 (4)            |                  |  |            |             |             |             |  |          |          |       |       |  |
|  |                  |                  |                  |                  | Al-Ittihad | Al-Ittihad       | 1 (4)            |                  |  |            |             |             |             |  |          |          |       |       |  |
|  |                  |                  | Al-Fayha         | Al-Fayha         | 1 (3)      |                  |                  |                  |  |            |             |             |             |  |          |          |       |       |  |
|  | Al-Fayha         | Al-Fayha         | Al-Fayha         | Al-Fayha         | 1 (3)      | 3                |                  |                  |  |            |             |             |             |  |          |          |       |       |  |
|  | Al-Fayha         | Al-Fayha         |                  |                  |            |                  |                  |                  |  |            |             |             |             |  |          |          |       |       |  |
|  | Khaleej Club     | Khaleej Club     | 1                |                  |            |                  |                  |                  |  |            |             |             |             |  |          |          |       |       |  |
|  | Khaleej Club     | Khaleej Club     | 1                |                  |            |                  |                  |                  |  | Al-Ittihad | Al-Ittihad  | 0           |             |  |          |          |       |       |  |
|  |                  |                  |                  |                  |            |                  |                  |                  |  | Al-Ittihad | Al-Ittihad  | 0           |             |  |          |          |       |       |  |
|  |                  |                  | Al-Hilal (t. s.) | Al-Hilal (t. s.) | 1          |                  |                  |                  |  |            |             |             |             |  |          |          |       |       |  |
|  | Al-Fateh         | Al-Fateh         | Al-Hilal (t. s.) | Al-Hilal (t. s.) | 1          | 2 (7)            |                  |                  |  |            |             |             |             |  |          |          |       |       |  |
|  | Al-Fateh         | Al-Fateh         |                  |                  |            |                  |                  |                  |  |            |             |             |             |  |          |          |       |       |  |
|  | A-Tai            | A-Tai            | 2 (6)            |                  |            |                  |                  |                  |  |            |             |             |             |  |          |          |       |       |  |
|  | A-Tai            | A-Tai            | 2 (6)            |                  | Al-Fateh   | Al-Fateh         | 1                |                  |  |            |             |             |             |  |          |          |       |       |  |
|  |                  |                  |                  |                  | Al-Fateh   | Al-Fateh         | 1                |                  |  |            |             |             |             |  |          |          |       |       |  |
|  |                  |                  | Al-Hilal         | Al-Hilal         | 3          |                  |                  |                  |  |            |             |             |             |  |          |          |       |       |  |
|  | Al-Hilal         | Al-Hilal         | Al-Hilal         | Al-Hilal         | 3          | 4                |                  |                  |  |            |             |             |             |  |          |          |       |       |  |
|  | Al-Hilal         | Al-Hilal         |                  |                  |            |                  |                  |                  |  |            |             |             |             |  |          |          |       |       |  |
|  | Al-Ettifaq       | Al-Ettifaq       | 0                |                  |            |                  |                  |                  |  |            |             |             |             |  |          |          |       |       |  |
|  | Al-Ettifaq       | Al-Ettifaq       | 0                |                  |            |                  |                  |                  |  |            |             |             |             |  | Al-Hilal | Al-Hilal | 1 (7) |       |  |
|  |                  |                  |                  |                  |            |                  |                  |                  |  |            |             |             |             |  | Al-Hilal | Al-Hilal | 1 (7) |       |  |
|  |                  |                  | Al-Wehda         | Al-Wehda         | 1 (6)      |                  |                  |                  |  |            |             |             |             |  |          |          |       |       |  |
|  | Al-Batin         | Al-Batin         | Al-Wehda         | Al-Wehda         | 1 (6)      | 1                |                  |                  |  |            |             |             |             |  |          |          |       |       |  |
|  | Al-Batin         | Al-Batin         |                  |                  |            |                  |                  |                  |  |            |             |             |             |  |          |          |       |       |  |
|  | Al-Raed          | Al-Raed          | 0                |                  |            |                  |                  |                  |  |            |             |             |             |  |          |          |       |       |  |
|  | Al-Raed          | Al-Raed          | 0                |                  | Al-Batin   | Al-Batin         | 1                |                  |  |            |             |             |             |  |          |          |       |       |  |
|  |                  |                  |                  |                  | Al-Batin   | Al-Batin         | 1                |                  |  |            |             |             |             |  |          |          |       |       |  |
|  |                  |                  | Al-Wehda         | Al-Wehda         | 2          |                  |                  |                  |  |            |             |             |             |  |          |          |       |       |  |
|  | Damac            | Damac            | Al-Wehda         | Al-Wehda         | 2          | 0                |                  |                  |  |            |             |             |             |  |          |          |       |       |  |
|  | Damac            | Damac            |                  |                  |            |                  |                  |                  |  |            |             |             |             |  |          |          |       |       |  |
|  | Al-Wehda         | Al-Wehda         | 1                |                  |            |                  |                  |                  |  |            |             |             |             |  |          |          |       |       |  |
|  | Al-Wehda         | Al-Wehda         | 1                |                  |            |                  |                  |                  |  | Al-Wehda   | Al-Wehda    | 1           |             |  |          |          |       |       |  |
|  |                  |                  |                  |                  |            |                  |                  |                  |  | Al-Wehda   | Al-Wehda    | 1           |             |  |          |          |       |       |  |
|  |                  |                  | Al-Nassr         | Al-Nassr         | 0          |                  |                  |                  |  |            |             |             |             |  |          |          |       |       |  |
|  | Abha (t. s.)     | Abha (t. s.)     | Al-Nassr         | Al-Nassr         | 0          | 4                |                  |                  |  |            |             |             |             |  |          |          |       |       |  |
|  | Abha (t. s.)     | Abha (t. s.)     |                  |                  |            |                  |                  |                  |  |            |             |             |             |  |          |          |       |       |  |
|  | Al-Taawoun       | Al-Taawoun       | 3                |                  |            |                  |                  |                  |  |            |             |             |             |  |          |          |       |       |  |
|  | Al-Taawoun       | Al-Taawoun       | 3                |                  | Abha       | Abha             | 1                |                  |  |            |             |             |             |  |          |          |       |       |  |
|  |                  |                  |                  |                  | Abha       | Abha             | 1                |                  |  |            |             |             |             |  |          |          |       |       |  |
|  |                  |                  | Al-Nassr         | Al-Nassr         | 3          |                  |                  |                  |  |            |             |             |             |  |          |          |       |       |  |
|  | Al-Nassr         | Al-Nassr         | Al-Nassr         | Al-Nassr         | 3          | 2                |                  |                  |  |            |             |             |             |  |          |          |       |       |  |
|  | Al-Nassr         | Al-Nassr         |                  |                  |            |                  |                  |                  |  |            |             |             |             |  |          |          |       |       |  |
|  | Al-Adalah        | Al-Adalah        | 0                |                  |            |                  |                  |                  |  |            |             |             |             |  |          |          |       |       |  |
|  | Al-Adalah        | Al-Adalah        | 0                |                  |            |                  |                  |                  |  |            |             |             |             |  |          |          |       |       |  |
|  |                  |                  |                  |                  |            |                  |                  |                  |  |            |             |             |             |  |          |          |       |       |  |

## Octavos de final
El sorteo se realizó el 1 de noviembre de 2022, los partidos se jugaron entre el 20 y 22 de diciembre de 2022.
| Equipo 1   | Resultado    | Equipo 2     |
| ---------- | ------------ | ------------ |
| Al-Ittihad | 1–1 (4–3 p.) | Al-Shabab    |
| Al-Fayha   | 3–1          | Khaleej Club |
| Al-Fateh   | 2–2 (7–6 p.) | Al-Tai       |
| Al-Hilal   | 4–0          | Al-Ettifaq   |
| Al-Batin   | 1–0          | Al-Raed      |
| Damac      | 0–1          | Al-Wehda     |
| Abha       | 4–3 (t. s.)  | Al-Taawoun   |
| Al-Nassr   | 2–0          | Al-Adalah    |

## Cuartos de final
Los partidos se jugaron el 13 y 14 de marzo de 2023.
| Equipo 1 | Resultado    | Equipo 2   |
| -------- | ------------ | ---------- |
| Al-Fayha | 1–1 (3–4 p.) | Al-Ittihad |
| Al-Hilal | 3–1          | Al-Fateh   |
| Al-Wehda | 2–1          | Al-Batin   |
| Al-Nassr | 3–1          | Abha       |

## Semifinales
Los partidos se jugaron el 23 y 24 de abril de 2023.
| Equipo 1 | Resultado   | Equipo 2   |
| -------- | ----------- | ---------- |
| Al-Hilal | 1–0 (t. s.) | Al-Ittihad |
| Al-Nassr | 0–1         | Al-Wehda   |

## Final
| 12 de mayo de 2023 | Al-Hilal | 1 – 1 (t. s.)(7 – 6 p.)    | Al-Wehda                                                                           | King Abdullah Sports City, Yeda |                              |
| 21:30 AST (UTC+3)  | Al-Bulaihi 90+9'                                                                                                 | Reporte                    | Yoda 35'                                                                           | Árbitro(s): Szymon Marciniak    | Árbitro(s): Szymon Marciniak |
|                    | | Tiros desde el punto penal |                                                                                    |                                 |                              |
|                    | - Carrillo - Ighalo - Al-Shehri - Al-Juwayr - Al-Hamdan - N. Al-Dawsari - Abdulhamid - Jang Hyun-soo - Al-Mayouf |                            | - Beauguel - Al-Bukhari - Hejji - Duarte - Fajr - Naji - Makki - Kurdi - Al-Ghamdi |                                 |                              |

|                              |
| Bandera de Arabia Saudita    |
| Campeón Al-Hilal 10.º título |